# Frederick Fyvie Bruce
Frederick Fyvie Bruce, bekannt als F. F. Bruce (* 12. Oktober 1910 in Elgin, Schottland; † 11. September 1990 in Buxton, Derbyshire, England), war ein schottischer evangelikaler Theologe, der von einigen Autoren als einer der einflussreichsten Neutestamentler in der britischen Theologie des 20. Jahrhunderts bezeichnet wird.

## Leben
Bruce war der Sohn eines Predigers der Brüderbewegung und zeitlebens aktives Mitglied der offenen Plymouth Brethren, wenn er auch den zur Lehre der Brüderbewegung gehörenden Dispensationalismus nicht bejahte.
Er studierte 1928–32 in Aberdeen und 1932–34 in Cambridge Griechisch und Latein, anschließend bis 1935 in Wien indoeuropäische Philologie; als Student bekam er zahlreiche Auszeichnungen. Bruce beherrschte viele Sprachen, darunter das Schottisch-Gälische seiner Heimat, und war dreizehn Jahre lang (1945–58) Herausgeber der Zeitschrift Yorkshire Celtic Studies.
Seine akademische Karriere begann er als Assistent für Griechisch an den Universitäten von Edinburgh (1935–38) und Leeds (1938–47). 1947 erhielt er den Ruf, eine neue Abteilung für biblische Geschichte und Literatur an der Universität Sheffield einzurichten, der er ab 1955 als Professor vorstand, obwohl – nach der Legende auch weil – er nie formell Theologie studiert hatte. 1959 wurde er an der Universität Manchester John Rylands Professor für Bibelwissenschaft und Exegese. In dieser Stellung betreute er mehr Dissertationen über biblische Studien als irgendein anderer Professor seiner Generation. Ihm wird eine sehr große Kenntnis der Bibel nachgesagt; so berichten Studenten, dass er in Vorlesungen sowohl den hebräischen und griechischen Urtext als auch mehrere englische Bibelübersetzungen auswendig zitierte. 1978 wurde er emeritiert.
Bruce gehörte zu den wenigen Theologen, die von ihren Kollegen sowohl als Alttestamentler als auch als Neutestamentler anerkannt waren. Er ist einer der zwei Theologen, die sowohl der „Society for Old Testament Studies“ (1965) als auch der „Society for New Testament Studies“ (1975) vorgestanden haben.
Ab Ende der 1950er Jahre reiste Bruce – abgesehen von Europa – zu Vorträgen auch nach Nordamerika, Australien und Ostafrika. 1973 wurde er zum Mitglied (Fellow) der British Academy gewählt.

## Theologie
Bruce sah keinen prinzipiellen Widerspruch zwischen den Bekenntnissen des historischen Christentums und der modernen Bibelwissenschaft. Er arbeitete mit liberalen und konservativen Christen, Juden und Atheisten zusammen. Er legte starken Wert auf seine Unabhängigkeit, weshalb er auch die Arbeit an einer säkularen Universität der an einer konfessionellen Universität vorzog.
In seiner persönlichen Haltung war er als Evangelikaler bekannt. So war er ein begeisterter Unterstützer der evangelikalen Studentenbewegung InterVarsity und über 20 Jahre lang (1956–78) beratender Mitherausgeber von Christianity Today.
Im Gegensatz zur Mehrheit der Evangelikalen seiner Generation war er aufgrund seiner Auslegung der Paulusbriefe ein entschiedener Kämpfer für Gleichberechtigung der Frauen im kirchlichen Dienst.

## Werke
Are the New Testament Documents Reliable? (deutsch: „Sind die neutestamentlichen Dokumente zuverlässig?“), Bruces erstes Buch, erschien 1943 und fand weite Verbreitung. Es wurde seither achtmal neu aufgelegt, mehrfach überarbeitet und in viele Sprachen übersetzt. Von der führenden evangelikalen Zeitschrift Christianity Today wird es als eines der fünfzig wichtigsten evangelikalen Bücher gewertet.
Bruces erstes größeres Werk war 1951 ein technisch-wissenschaftlicher Kommentar über den griechischen Text der Apostelgeschichte, der mehr die historischen und sprachlichen Aspekte betonte als die theologischen. Ein zweiter Kommentar von 1954 war mehr der Theologie und Auslegung gewidmet und weniger für Wissenschaftler als für Pastoren und Prediger bestimmt. Diese beiden Kommentare bildeten das Muster für verschiedene Serien von evangelikalen Bibelkommentaren, die während der nächsten fünfzig Jahre erschienen, darunter viele von seinen ehemaligen Studenten.

### Bücher (Auswahl)
- Are the New Testament Documents Reliable? Inter-Varsity Fellowship, London 1943, 21946, 31950, 41954, 51960 (ab jetzt unter dem Titel The New Testament Documents: Are They Reliable?), 61981, 72000, 82003. ISBN 0-8028-2219-3
- The Hittites and the Old Testament. (PDF; 110 kB) Tyndale Old Testament Lecture, 1947. Tyndale Press, London 1948.
- The Acts of the Apostles: The Greek Text with Introduction and Commentary. Tyndale Press, London 1951, 21952, 31990.
- The Spreading Flame: The Rise and Progress of Christianity from Its First Beginnings to the Conversion of the English. Eerdmans, Grand Rapids (MI) 1953, 21958, 31981. ISBN 0-8028-1805-6
- Commentary on the Book of the Acts: The English Text with Introduction, Exposition, and Notes (New International Commentary on the New Testament). Eerdmans, Grand Rapids (MI) 1954, 21972, 31988. ISBN 0-8028-2182-0
- Second Thoughts on the Dead Sea Scrolls. Paternoster Press, London 1956, 21961, 31966. ISBN 0-85364-017-3
- (mit E. K. Simpson:) Commentary on the Epistles to the Ephesians and the Colossians: The English Text with Introduction, Exposition and Notes (New International Commentary on the New Testament). Eerdmans, Grand Rapids (MI) 1957.
- The Teacher of Righteousness in the Qumran Texts. (PDF; 137 kB) Tyndale Press, London 1957.
- Biblical Exegesis in the Qumran Texts. (PDF; 392 kB) Tyndale Press, London 1960.
- The English Bible: A History of Translations. Lutterworth Press, London 1961, 21970, 31978 (unter dem Titel History of the Bible in English, from the Earliest Versions). ISBN 0-19-520088-8
- The Epistle to the Romans (Tyndale New Testament Commentary). Tyndale Press, London 1963. ISBN 0-8028-1405-0
- The Epistle to the Hebrews (New International Commentary on the New Testament). Eerdmans, Grand Rapids (MI) 1964, 21990. ISBN 0-8028-2514-1
- An Expanded Paraphrase of the Epistles of Paul. Paternoster Press, Exeter 1965. ISBN 0-88021-016-8
- This Is That: The New Testament Development of Some Old Testament Themes. Paternoster Press, Exeter 1968. ISBN 0-8028-1729-7
- The Epistles of John: Introduction, Exposition and Notes. Pickering & Inglis, London 1970. ISBN 0-8028-1783-1
- 1 and 2 Corinthians (New Century Bible Commentary). Oliphants, London 1971. ISBN 0-8028-1839-0
- The Message of the New Testament. Paternoster Press, Exeter 1972. ISBN 0-8028-1525-1
- The ‘Secret’ Gospel of Mark. The Ethel M. Wood Lecture Delivered before the University of London on 11 February 1974. (PDF; 176 kB) Athlone Press, London 1974. ISBN 0-485-14318-6
- Jesus and Christian Origins outside the New Testament. Hodder & Stoughton, London 1974. ISBN 0-8028-1575-8
- Paul: Apostle of the Free Spirit. Paternoster Press, Exeter 1977. ISBN 1-84227-027-3
- Men and Movements in the Primitive Church: Studies in Early Non-Pauline Christianity. Paternoster Press, Exeter 1979. ISBN 0-85364-705-4
- Places They Knew: Jesus and Paul. Ark, London 1981. ISBN 0-8407-5281-4
- The Epistle of Paul to the Galatians: A Commentary on the Greek Text (New International Greek Testament Commentary). Paternoster Press, Exeter 1982. ISBN 0-8028-2387-4
- 1 & 2 Thessalonians (Word Biblical Commentary). Word, Waco/London 1982. ISBN 0-8499-0244-4
- The Hard Sayings of Jesus. Hodder & Stoughton, London 1983. ISBN 0-87784-927-7
- The Gospel of John. Pickering, Basingstoke 1983. ISBN 0-8028-0883-2
- The Epistles to the Colossians, to Philemon and to the Ephesians (New International Commentary on the New Testament). Eerdmans, Grand Rapids (MI) 1984. ISBN 0-8028-2510-9
- The Canon of Scripture. InterVarsity Press, Downers Grove (IL) 1988. ISBN 0-8308-1258-X
- Philippians (New International Biblical Commentary). Paternoster Press, Carlisle 1989. ISBN 0-943575-15-X

### Artikel (Auswahl)
- “The Chester Beatty Papyri.” (PDF; 79 kB) In: The Harvester 11 (1934), S. 163f.
- “What Do We Mean By Biblical Inspiration?” (PDF; 167 kB) In: Journal of the Transactions of the Victoria Institute 78 (1946), S. 121–139.
- “The Speeches In Acts: Thirty Years After.” (PDF; 160 kB) In: Reconciliation and Hope. New Testament Essays on Atonement and Eschatology Presented to L. L. Morris on his 60th Birthday. Hrsg. von Robert Banks. Paternoster Press, Carlisle 1974. S. 53–68.
- “The Background to the Son of Man Sayings.” (PDF; 201 kB) In: Christ The Lord. Studies in Christology presented to Donald Guthrie. Inter-Varsity Press, Leicester 1982. ISBN 0-85111-744-9. S. 50–70.
- “The Curse of the Law.” (PDF; 67 kB) In: Paul and Paulinism. Essays in Honour of C. K. Barrett. Hrsg. von M. D. Hooker und S. G. Wilson. SPCK, London. ISBN 0-281-03835-X. S. 27–36.
- “Colossian Problems. Part 1: Jews and Christians in the Lycus Valley.” In: Bibliotheca Sacra 141 (1984), S. 3–13.
- “Colossian Problems. Part 2: The ‘Christ Hymn’ of Colossians 1:15-20.” In: Bibliotheca Sacra 141 (1984), S. 99–112.
- “Colossian Problems. Part 3: The Colossian Heresy.” In: Bibliotheca Sacra 141 (1984), S. 195–206.
- “Colossian Problems. Part 4: Christ as Conqueror and Reconciler.” In: Bibliotheca Sacra 141 (1984), S. 291–301.
- “Luke’s Presentation of the Spirit in Acts.” In: Criswell Theological Review 5.1 (1990), S. 15–29.